# Британско военно гробище (Пловдив)
Британското военно гробище в Пловдив е част от Централния траурен парк в Пловдив.
В гробището са погребани британски войници, загинали по време на Първата световна война на много места на Балканския полуостров. В него са останките на 56 военни. Гробището е оградено със зид. Теренът е предоставен безвъзмездно от община Пловдив.

## История
От 56-те военнослужещи, погребани в гробището, само 42 са загинали преди официалния край на Първата световна война. Повечето са били военнопленници и са починали от раните си. Има англичани, ирландци, шотландци, дори войник от Южна Африка, починал от малария.
Голяма част от гробовете са на войници на възраст до 25 години. Първите погребани са починали през 1916 г., а основната част – през септември-ноември 1918 г. Малка част от тленните останки са на пленници, държани в плен в лагер край Варна и починали там. Парцелът е окончателно оформен след 1918. Сред гробовете има и един на българин-преводач. Над всеки гроб е поставено бетонно блокче.
Всяка година с възпоменателни церемонии на гробището се отбелязва денят в памет на всички военнослужещи и цивилни, загубили живота си в служба за родината. Според английския обичай, това е всяка втора близка до 11 ноември неделя на предпоследния месец на годината. През 2014 г. принц Едуард участва в церемонията и поднася венец, придружаван от трима посланици.